# Roxolani

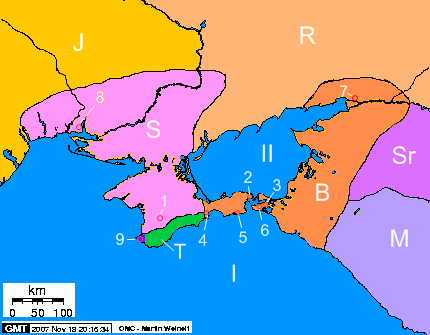
Popolazioni sarmate nel II secolo a.C. Legenda della cartina: I) Mar Nero; II) Mar d'Azov; 1) Neapolis; 2) Panticapaeum; 3) Phanagoria; 4) Theodosia; 5) Kimmerikon; 6) Ermonassa; 7) Tanais; 8) Olbia; 9) Chersonesos; S) Sciti in Crimea; B) Regno del Bosforo; J) Iazigi; R) Rhoxolani; Sr) Siraces; M) Maeotae (penisola di Taman'); T) Tauri.

I Roxolani (o Rossolani) erano una tribù sarmata, derivante probabilmente dagli Alani e affine ai vicini Iazigi. Il primo luogo in cui è ricordata la loro presenza è tra i fiumi Don e Dnepr, nelle odierne Ucraina e Russia meridionale. Verso la fine del I secolo d.C. migrarono ad ovest, stanziandosi nella pianura di Bărăgan, nell'attuale Romania.

## Storia

### Primo secolo a.C.
Lo storico greco-romano Strabone (vissuto tra la fine del I secolo a.C. e l'inizio del I secolo) li descrive come nomadi. Attorno al 100 a.C. i Roxolani invasero la Crimea guidati dal loro re Tasio per dare ausilio al re scita Palaco, ma vennero sconfitti da Diofanto, generale di Mitridate VI.

### Roma ed il I secolo d.C.
Nella seconda metà del I secolo i Roxolani iniziarono a fare delle incursioni oltre il Danubio, penetrando nel territorio romano. Tra il 68 e il 69 d.C., circa 9.000 cavalieri Rossolani, spinti dalla vittoria contro due coorti nell'inverno precedente, fecero irruzione in Mesia. Furono attaccati all'improvviso dalla Legio III Gallica e sconfitti, dopo che si erano dispersi per depredare il territorio, impreparati ad una battaglia, aggravati dal peso del bottino, ed impossibilitati a sfruttare la cavalleria a causa delle vie sdrucciolevoli. Erano infatti incapaci nel combattere a piedi ed avrebbero potuto affrontare i Romani solo attaccando a squadroni uniti su un buon terreno. A cagione del terreno umido primaverile i cavalli stramazzarono e le loro lunghe lance e spade che reggevano con ambo le mani non furono utili. I cavalieri che cadevano sotto l'urto nemico non potevano rialzarsi per il peso delle corazze, inghiottiti dalla neve. Non avendo costoro uno scudo, i soldati romani, agili nei movimenti, non avevano difficoltà ad ucciderli: i pochi che sopravvissero, si nascosero nelle paludi, dove l'inverno e le ferite li finirono. Marco Aponio Saturnino, che reggeva la Mesia, ricevette la statua trionfale, ed i luogotenenti delle legioni ornamenti consolari.
Contemporaneamente alla rivolta batava (del 69-70) si verificò un'invasione da parte delle popolazioni sarmatiche dei Roxolani (nel 70). Essi passarono a sud del Danubio e, giunti inaspettatamente nella vicina provincia romana di Mesia, sterminarono un gran numero dei soldati disposti a difesa del confine. Lo stesso legatus Augusti pro praetore, Gaio Fonteio Agrippa, che si era fatto loro incontro attaccandoli con grande coraggio, venne ucciso. Devastarono, quindi, l'intero territorio che gli si apriva davanti, saccheggiando ovunque giungessero. Vespasiano allora, informato dell'accaduto e di quanto fosse stata devastata la Mesia, inviò a punire i Sarmati, Rubrio Gallo, il quale poco dopo li affrontò in battaglia ottenendo una vittoria schiacciante e costringendo i superstiti a ritirarsi nei loro territori. Terminata l'invasione, Gallo provvide a fortificare nuovamente le frontiere provinciali, disponendo in quel settore di limes nuove guarnigioni più numerose e meglio fortificate «sì che passare il fiume era per i barbari del tutto impossibile».
I Roxolani (o più probabilmente gli Iazigi, anch'essi di stirpe sarmata) si vendicarono delle sconfitte di due decenni precedenti, nel 92, quando si unirono ai Daci nella distruzione della Legio XXI Rapax.

### Dalla conquista della Dacia (101-106) al IV secolo
Durante le campagne in Dacia di Traiano, i Roxolani di un certo Susago, si allearono con i Daci fornendo loro la forte cavalleria, ma vennero sconfitti durante la prima campagna, tra il 101 e il 102. Nella seconda fase invece la tribù si mantenne lontana dagli scontri, che terminarono nel 105-106 con la distruzione del regno dei Daci. La sottomissione della Dacia e la sua annessione come provincia dell'Impero Romano fecero sì che i Roxolani si stanziassero sul confine. L'imperatore Adriano, per prevenire nuove guerre, rinforzò preesistenti fortificazioni e ne creò di nuove sulle rive del Danubio per limitare le scorribande della tribù.
Successivamente una campagna contro i Roxolani venne intrapresa da Marco Aurelio, sempre sulle rive dei Danubio. È noto inoltre che i Roxolani attaccarono la provincia romana della Pannonia nel 260. Poco dopo alcuni contingenti della tribù vennero arruolati nell'esercito romano.
Comunemente alle altre popolazioni sarmate, i Roxolani vennero conquistati dagli Unni durante la metà del IV secolo.

## Organizzazione militare

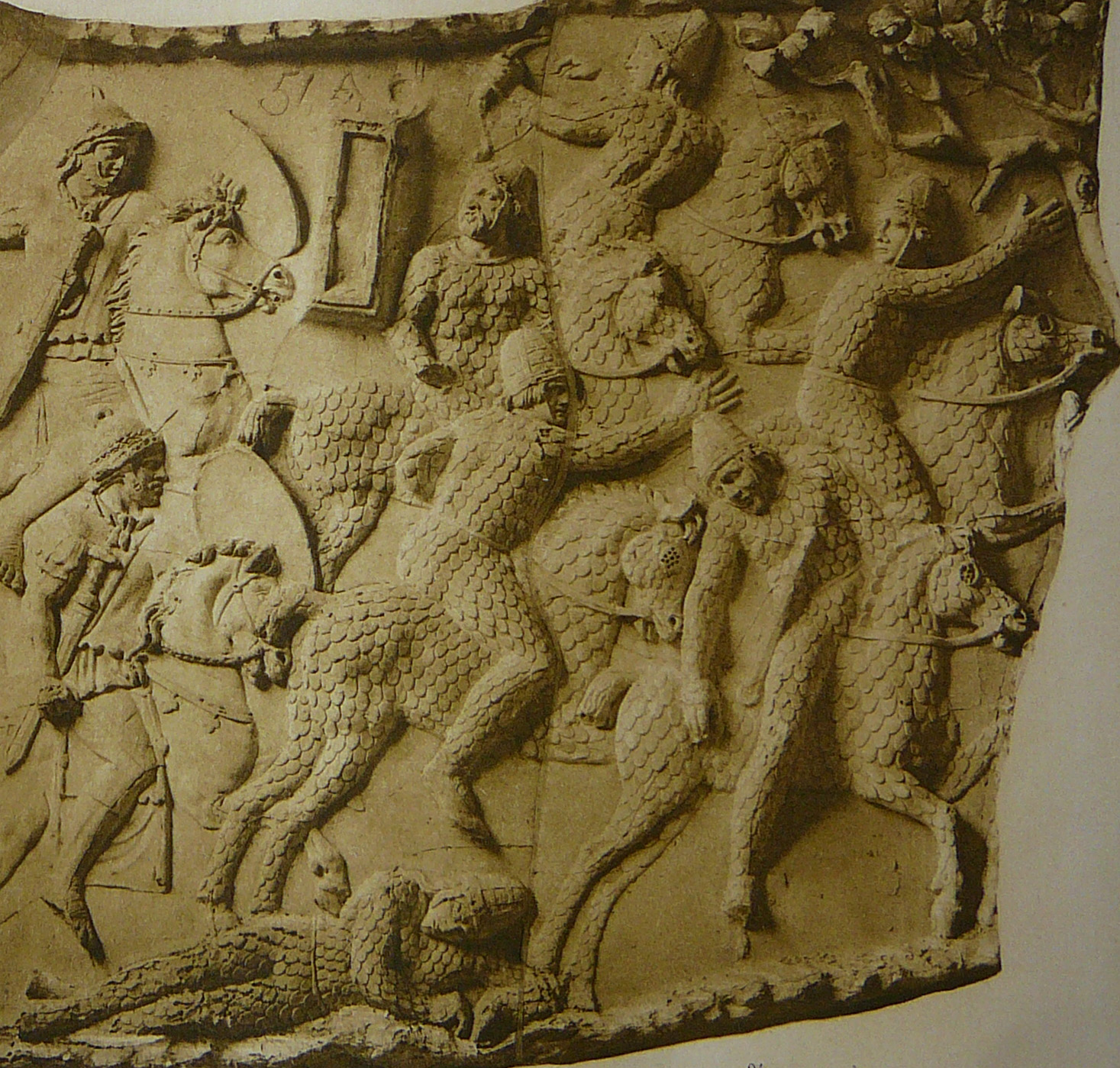
Scena XXIII della Colonna traiana a Roma, dove si riconoscono cavalieri sarmati catafracti, della popolazione dei Roxolani. Catafratti sarmati roxolani (vd. anche Equites cataphractarii) combatterono infatti contro Traiano durante la conquista della Dacia degli anni 101-106.

### I guerrieri e l'esercito
Lo storico Publio Cornelio Tacito afferma che l'armatura dei loro capi e dei nobili più importanti era intrecciata di lamine di ferro o di cuoio durissimo, che rendeva il peso di questa elevato.
Lo storico Ammiano Marcellino li descrive nel IV secolo in modo molto simile a ciò che ancora è visibile sulla Colonna Traiana degli inizi del II secolo:
(Ammiano Marcellino, Storie, XVII 12.2-3.)

### Fonti primarie
- Dione, Storia romana, LVIII.
- Colonna di Traiano

### Fonti moderne
- R. Brzezinski & M. Mielczarek, illustrato da G.Embleton, The Sarmatians 600BC - AD 450, Oxford 2002. ISBN 1-84176-485-X
- A cura di Grigore Arbore Popescu, Traiano ai confini dell'impero, Milano 1998. ISBN 88-435-6676-8
- Michael Grant, The Antonines: the roman empire in transition, Londra e New York 1996
- Julian Bennet, Trajan, Optimus Princeps, Bloomington 2001. ISBN 0-253-21435-1
- Filippo Coarelli, La colonna Traiana, Roma 1999. ISBN 88-86359-34-9
- Guido Migliorati, Cassio Dione e l'impero romano da Nerva ad Antonino Pio – alla luce dei nuovi documenti, Milano 2003
- Cambridge University Press, Storia del mondo antico, L'impero romano da Augusto agli Antonini, vol. VIII, Milano 1975, pag. 673